# Thunder Lake (Alberta)
Thunder Lake est un hameau (hamlet) du Comté de Barrhead No 11, situé dans la province canadienne d'Alberta.